# Kurt von Schmalensée (ingenjör)

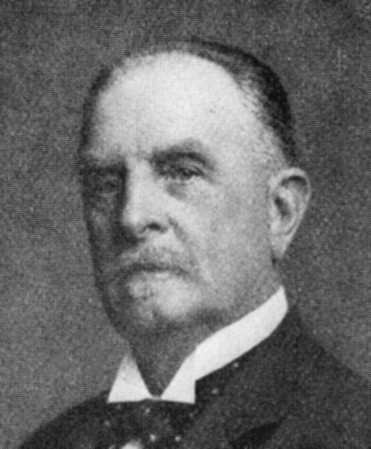
Kurt von Schmalensée.

Kurt von Schmalensée (även stavat Schmalensee), född 13 april 1848 i Ytterby socken, död 27 oktober 1925 i Stockholm, var en svensk ingenjör och skeppsbyggare och under 35 år chef för Finnboda slip (sedermera Finnboda varv).

## Biografi

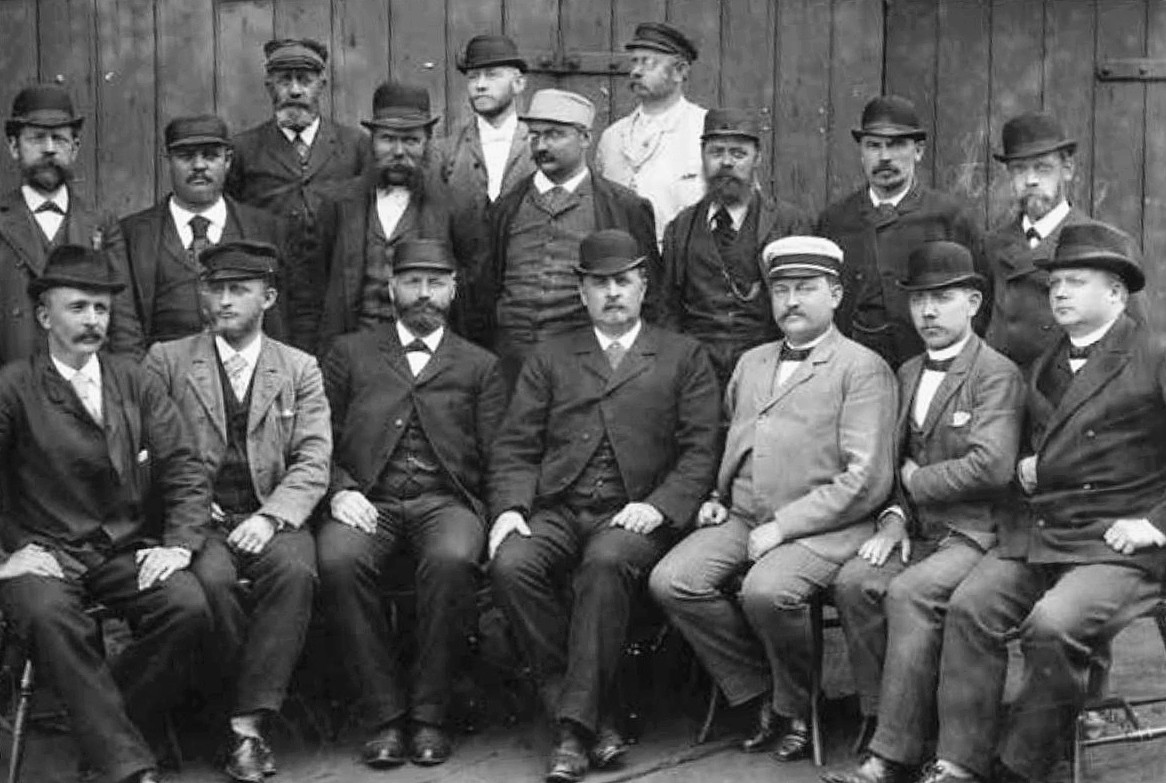
Ledningen vid Finnboda varv 1895. I den nedersta raden, i mitten med plommonstop, sitter direktör Kurt von Schmalensée.

Kurt von Schmalensée var son till kgl. hauptmann vid Bohusläns regemente, Gustaf Fredrik Cederholm von Schmalensée och Rosa Anna Maria Christina af Cristiernin. Kurt von Schmalensée genomgick Chalmersska slöjdskolan i Göteborg 1864–1868 och kom därefter till Stockholm, där han 1869–1881 tjänstgjorde som ingenjör vid Bergsunds mekaniska verkstad på Södermalm. 
När Bergsunds 1878 inrättade Finnboda slip på nordvästra Sicklaön i Nacka socken överflyttades von Schmalensée till det nya varvet för att bli dess chef. Vid Finnboda byggdes under hans tid många av svenska flottans större fartyg, bland dem pansarbåtarna Thule (1893), Oden (1896), Thor (1898) och Wasa (1901). Han förblev varvets chef fram till 1916 då verksamheten såldes till Stockholms Rederi AB Svea.
Kurt von Schmalensée var magistratens besiktningsman för fartyg mellan 1892 och fram till sin död 1925 samt ledamot av Sveriges verkstadsföreningens överstyrelse 1905-1916. I Nacka socken hade han många förtroendeuppdrag; bland annat var han ordförande i kommunalnämnd, kommunalstämma, kommunalfullmäktige och i valnämnden. Åren 1905 till 1916 var han även verkställande direktör i moderbolaget Bergsunds där han en gång i tiden börjat som ung ingenjör.

## Personligt
År 1883 gifte han sig med Bertha Emma Carolina, född Holmberg (1863–1956). Paret fick fyra barn; Kurt (1884), Emma (född 1886), Karin (född 1887), och Greta (1894). Familjen bodde i den för honom 1890 uppförda disponentvillan vid foten av Finnbodaberget (se Beckbrukets chefsbostad).